# Adrianus Herman van Luyn
Adrianus Herman van Luyn (Groninga, 10 agosto 1935) è un vescovo cattolico olandese, dal 14 gennaio 2011 vescovo emerito di Rotterdam.

## Biografia
Monsignor Adrianus Herman van Luyn nacque a Groninga il 10 agosto 1935.

### Formazione e ministero sacerdotale
Nel 1948 entrò nel seminario minore della Società salesiana di San Giovanni Bosco di Ugchelen. Cinque anni dopo entrò nel noviziato a Twello. Nel 1954 emise la professione solenne. L'anno successivo iniziò gli studi per il sacerdozio presso la scuola filosofica salesiana di Twello. Svolse il periodo di tirocinio nel seminario minore di Ugchelen e in quello di 's-Heerenberg dal 1959. Svolse il suo tirocinio in attività giovanili, dopo di che studiò teologia presso il Pontificio Ateneo Salesiano di Torino. Nel 1964 si laureò in teologia. Dopo gli studi a Torino, ebbe vari incarichi, prima a 's-Heerenberg e poi a L'Aia. Allo stesso tempo, si iscrisse all'Università Cattolica di Nimega per conseguire il dottorato in teologia sistematica. Dall'anno accademico del 1967 si trasferì a Nimega, dove nel 1969 superò l'esame di teologia dogmatica.
Il 9 febbraio 1964 fu ordinato presbitero nella cappella del seminario minore dei salesiani di 's-Heerenberg da monsignor Giuseppe Beltrami. In seguito fu insegnante di lingue classiche presso il seminario minore di 's-Heerenberg dal 1964 al 1967 e segretario del superiore provinciale fino al 1969. Entrò quindi in servizio presso lo Studio teologico salesiano di Nimega dove fu prefetto degli studi dal 1967 al 1969 e superiore dal 1969 al 1974. In quel periodo fu anche insegnante di teologia fondamentale all'Albertinum.
Nel 1969 divenne vice-provinciale della provincia olandese dei salesiani e dal 1975 al 1981 fu superiore provinciale. I vescovi olandesi gli chiesero di diventare membro della commissione amministrativa episcopale nel 1978. Nel 1980 papa Giovanni Paolo II lo nominò membro dell'Assemblea speciale per i Paesi Bassi del Sinodo dei vescovi. Dal 1981 al 1990 fu superiore provinciale delle Case di studio della Pontificia Università Salesiana di Roma. Nel 1991 i vescovi olandesi lo elessero segretario generale della Conferenza episcopale per un quinquennio.

### Ministero episcopale

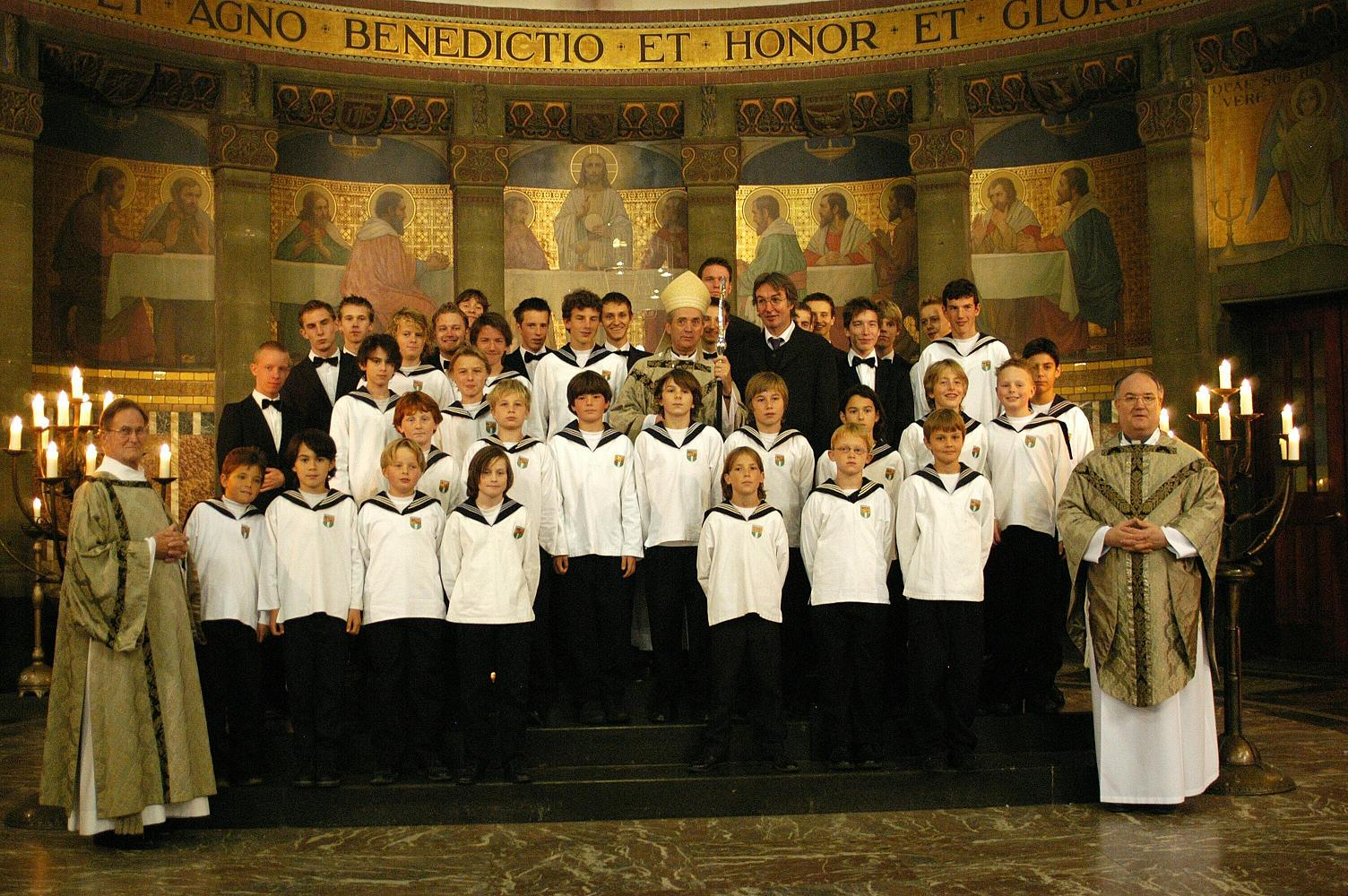
Monsignor van Luyn tra i ragazzi del coro di Rotterdam.

Il 27 novembre 1993 papa Giovanni Paolo II lo nominò vescovo di Rotterdam. Ricevette l'ordinazione episcopale il 12 febbraio successivo dal cardinale Adrianus Johannes Simonis, arcivescovo metropolita di Utrecht, coconsacranti il vescovo emerito di Breda Hubertus Cornelis Antonius Ernst e l'arcivescovo metropolita di Vercelli Tarcisio Bertone.
Durante il suo episcopato, monsignor van Luyn portò nella sua diocesi due nuovi movimenti religiosi internazionali: i fratelli di San Giovanni e le Serve del Signore e della Vergine di Matara, guidate dalla madre generale olandese suor Maria de Anima Christi. Come vescovo della più grande città portuale del mondo, dimostrò uno speciale interesse per i problemi economici e sociali, per l'umanizzazione della società e le conseguenze della società dei consumi. Scrisse diverse pubblicazioni al riguardo. Van Luyn disse che l'allora Primo ministro Jan Peter Balkenende era troppo concentrato sull'economia. Van Luyn si definì il vescovo delle 3 "s": spiritualità, solidarietà e austerità (in inglese le 3 "p" di persone, profitto e pianeta), a cui aggiunse una quarta "p", vale a dire lo "pneuma": spiritualità. Il suo interesse salesiano nei confronti dei giovani portò ad una notevole affluenza di giovani dalla sua diocesi alle giornate mondiali della gioventù di Roma, Parigi, Toronto, Colonia e Sydney. Il grande incontro europeo di Taizé all'Ahoy Rotterdam del dicembre del 2011 fu il momento più importante del suo episcopato.
Il vescovo van Luyn mantenne sempre buoni contatti con la famiglia reale, che vive nella diocesi di Rotterdam. Apprezzò e riconobbe una grande fede nella principessa Máxima Zorreguieta. "Agisce sulla base della sua fiducia nel suo impegno nei confronti dei poveri e dei vulnerabili", affermò il vescovo dopo il congresso giubilare della Dutch Association for Folk Credit (NVVK). La principessa è "nel mezzo della Chiesa", concluse. Van Luyn parlò con la principessa al congresso NVVK al Grote Kerk a L'Aia della visione cattolica del rimborso del debito e del micro-credito.
Nel 2002 celebrò le esequie del politico Pim Fortuyn, assassinato al Media Park di Hilversum. Fortuyn era criticato negli ambienti cattolici per il suo comportamento promiscuo. Apparteneva alla parrocchia cattolica romana della cattedrale dei Santi Lorenzo ed Elisabetta. Sebbene il vescovo non conoscesse personalmente Fortuyn, pensò che avrebbe dovuto accettare l'invito a celebrarne il funerale, al fine di far risuonare il suono ecclesiastico in quello che in seguito invocò un "contro-movimento" contro l'estrema individualizzazione nella società e la perdita di rispetto per il valore dell'amicizia.
All'inizio del 2010 Wereldomroep e NRC Handelsblad pubblicarono varie rivelazioni sugli abusi sessuali all'interno della Chiesa cattolica romana. Nel denunciare gli episodi di abuso, diversi salesiani furono citati come i responsabili. Monsignor van Luyn non fu mai accusato di aver compiuto abusi. Il 26 novembre 2010 NRC scrisse che van Luyn avrebbe saputo da due anni che qualcuno che era stato abusato da diversi sacerdoti alla fine degli anni '40. La vittima era un ex compagno di classe e collega dormitorio di van Luyn. La vittima aveva cercato di contattare il vescovo per discutere dell'abuso con lui. La Conferenza episcopale olandese affermò che van Luyn aveva consigliato alla vittima di contattare la congregazione dei salesiani perché non aveva alcuna responsabilità amministrativa in materia. NRC il 16 marzo 2013 scrisse però che van Luyn non aveva cercato giustizia, insistette sull'archiviazione del fascicolo di polizia, era coinvolto nel trasferimento di un prete pedofilo e aveva fatto troppo poco per le vittime.
Nel 1995 van Luyn trasferì un sacerdote riconosciuto responsabile di venti casi di abuso. Quando le cose andarono di nuovo male, lo trasferì nella curia. Anche lì però il prete compì atti di abuso. Van Luyn nascose e ignorò le richieste di aiuto delle vittime nel 2002, nel 2008 e nel 2010.
Nel 2000 fu eletto vicepresidente della Commissione delle conferenze episcopali della Comunità Europea. Nel 2006 ne fu eletto presidente. Ricoprì questa posizione fino al suo pensionamento, nel 2011. In tale ruolo, nell'ottobre 2009, accolse con favore il voto irlandese che ratificò il Trattato di Lisbona. Affermò che il trattato migliorava la comunicazione tra le istituzioni della Comunità europea (CE) e che le assicurazioni specifiche fornite all'Irlanda avrebbe aiutato a tutelare "il diritto alla vita, la protezione della famiglia e il diritto dei genitori di educare i propri figli".
Nel gennaio del 1995 succedette al vescovo Ernst come presidente della filiale olandese di Pax Christi. Si impegnò nell'attuazione della lettera episcopale "To Peace In State". Sostenne fermamente le critiche vaticane alla guerra in Iraq. Consegnò al Primo ministro Jan Peter Balkenende una petizione contro questo conflitto e quando il segretario dell'IKV Mient Jan Faber non volle partecipare alla manifestazione perché era prima della guerra, monsignor van Luyn dalla diga di Amsterdam fu il primo a rivolgersi alle migliaia di manifestanti.
Nel 2006 il vescovo sostenne una petizione per un immediato cessate il fuoco nella guerra tra Israele e Libano. Anche papa Benedetto XVI e altri ecclesiastici avevano chiesto un cessate il fuoco. Il movimento di pace cattolico Pax Christi sostenne il rispetto del diritto internazionale umanitario e la fine dell'occupazione dei territori palestinesi.
Quando il governo olandese sospeso temporaneamente l'uso delle bombe a grappolo ma non la possibilità di utilizzare questi ordigni in futuro, il vescovo van Luyn e il direttore della Pax Christi Jan Gruiters definirono queste armi in una lettera di febbraio del 2008 come "contrari alla dignità umana e moralmente inaccettabili".
Dal 26 gennaio 2008 van Luyn fu presidente della Conferenza episcopale dei Paesi Bassi. Ciò era insolito, perché questo ruolo è di solito svolto dal vescovo di più alto rango nella Conferenza episcopale: l'arcivescovo di Utrecht. Tuttavia, non è un obbligo, perché i membri della Conferenza sono considerati uguali, indipendentemente dal grado di arcivescovo, vescovo o vescovo ausiliare. L'attuale arcivescovo, Willem Jacobus Eĳk, non accettò la presidenza, perché era arcivescovo solo da poco tempo e inizialmente voleva concentrarsi completamente sulla riorganizzazione dell'arcidiocesi di Utrecht.
Monsignor van Luyn era il vescovo di riferimento per le relazioni con l'ebraismo. Come presidente di Pax Christi chiese sempre la fine dell'occupazione israeliana della Palestina e una soluzione sostenibile e giusta basata sulla soluzione dei due Stati.
Quando il negazionista dell'Olocausto Richard Williamson, vescovo della Fraternità sacerdotale San Pio X separata dalla Chiesa cattolica romana, rese pubbliche le sue opinioni, van Luyn il 1º febbraio 2009 affermò al programma televisivo Kruispunt: "Mi dispiace molto che gli ebrei siano caduti di nuovo sulle loro anime in quel modo, mi fa male personalmente. Sono scioccato, me ne pento, mi sento limitato. Qui vengono sollevati ostacoli". Si riferiva anche alle trattative in corso per riportare la Fraternità in seno alla Chiesa cattolica romana. "Dei problemi sono stati ora aggiunti dalle dichiarazioni di Williamson. È scandaloso, scioccante, cinico, completamente antistorico, in contrasto con ciò che il Vaticano e la Chiesa hanno sviluppato dal Vaticano II. È disastroso quello che è successo qui".
Dal 1999 fece parte del "gruppo di San Gallo", un gruppo informale di chierici di alto rango e riformisti che si incontravano ogni anno a gennaio vicino a San Gallo, in Svizzera, per scambiarsi liberamente idee sulle questioni ecclesiastiche.
Il 14 gennaio 2011 papa Benedetto XVI accettò la sua rinuncia al governo pastorale della diocesi per raggiunti limiti di età. Van Luyn rimase amministratore apostolico della diocesi fino a quando Johannes Harmannes Jozefus van den Hende fu chiamato a succedergli il 10 maggio 2011. Il 18 giugno successivo si congedò dalla diocesi.
Dal 2011 all'autunno del 2016 visse in una casa salesiana a Bonn, dove collaborava con associazioni che si occupavano dei problemi dei bambini di strada nel Terzo mondo. Nel dicembre del 2016 si trasferì a L'Aia.
Il 10 febbraio 2018 celebrò il suo 25º anniversario di ordinazione episcopale con una messa solenne nella cattedrale dei Santi Lorenzo ed Elisabetta a Rotterdam alla quale presero parte anche i vescovi Johannes Harmannes Jozefus van den Hende, Jozef De Kesel e Aldo Cavalli.

## Opere

### Libri
- Modern en devoot. Geloven in de Randstad, Baarn 1999.
- Solidair en sober. Dienstbaar in de Randstad, Kampen 2001.
- Geroepen en verantwoordelijk. Luisteren in de Randstad, Kampen 2003.
- Jongeren op weg. Brieven aan een jonge pelgrim, Antwerpen/Rotterdam 2004.
- Samenwerken voor het Evangelie, Antwerpen 2004.
- Samen verder. Wegen naar vergeving en verzoening, Tielt 2006.
- Waarden en deugden. Zorgvuldig in de Randstad, Kampen 2006.
- Politiek en metapolitiek. Gewetensvol in de Randstad, Kampen 2008.
- L'Unione Europea e la Dottrina sociale della Chiesa. In cammino verso Emmaus, Vaticaanstad 2009.
- Autonoom en heteronoom. Evenwichtig in de Randstad, Utrecht 2011.
- A Common Root A Common Hope. Dutch Roman Catholic Church and Judaism, 1994-2011, Documents and speeches, Utrecht 2011.
- De weg van de dialoog. Bruggen slaan tussen kerk en samenleving, Utrecht 2015.

L'opera De weg van de dialoog fu pubblicata in occasione del 50º anniversario del Concilio Vaticano II. La pubblicazione contiene contributi di vari autori con una retrospettiva sul modo in cui monsignor van Luyn, come vescovo di Rotterdam, abbia cercato di seguire "la via del dialogo" nella sua diocesi, con il mondo universitario, con il mondo degli imprenditori, in dialogo con il popolo ebraico, nel quadro dell'Unione europea e del movimento pacifista Pax Christi.

### Raccolte di omelie
- Samenwerken voor het Evangelie, Antwerpen 2004.
- Omwille van het Evangelie, Baarn 2015.

## Genealogia episcopale e successione apostolica
La genealogia episcopale è:
- Cardinale Scipione Rebiba
- Cardinale Giulio Antonio Santori
- Cardinale Girolamo Bernerio, O.P.
- Arcivescovo Galeazzo Sanvitale
- Cardinale Ludovico Ludovisi
- Cardinale Luigi Caetani
- Cardinale Ulderico Carpegna
- Cardinale Paluzzo Paluzzi Altieri degli Albertoni
- Papa Benedetto XIII
- Papa Benedetto XIV
- Papa Clemente XIII
- Cardinale Marcantonio Colonna
- Cardinale Giacinto Sigismondo Gerdil, B.
- Cardinale Giulio Maria della Somaglia
- Cardinale Carlo Odescalchi, S.I.
- Vescovo Eugène de Mazenod, O.M.I.
- Cardinale Joseph Hippolyte Guibert, O.M.I.
- Cardinale François-Marie-Benjamin Richard de la Vergne
- Cardinale Pietro Gasparri
- Cardinale Paolo Giobbe
- Cardinale Bernard Jan Alfrink
- Cardinale Adrianus Johannes Simonis
- Vescovo Adrianus Herman van Luyn, S.D.B.

La successione apostolica è:
- Vescovo Wilhelmus Adrianus Josephus Maria de Bekker (2005)